# Зубков, Александр Анатольевич
Александр Анатольевич Зубков (нем. Alexander Zoubkoff; 25 сентября 1901, Иваново-Вознесенск, Российская империя — 28 января 1936, Люксембург) — русский авантюрист, второй супруг принцессы Виктории Прусской, сестры кайзера Вильгельма II.

## Биография
Александр Зубков эмигрировал из России после Октябрьской революции через Эстонию и выдавал себя в Европе за русского дворянина, лишившегося средств существования в России. В 1927 году Александр Зубков женился на Виктории Прусской, 61-летней вдове Адольфа Шаумбург-Липпского, погибшего в 1916 году на фронте Первой мировой. Принцесса Виктория проживала во Дворце Шаумбурга, ныне официальной резиденции федерального канцлера Германии в Бонне. Этот брак стал причиной громкого скандала в германском обществе и распался спустя несколько месяцев, за которые Зубков, тем не менее, успел промотать значительную часть средств супруги. Он бежал в Люксембург; по другой версии, был выслан из Германии в 1928 году. В Люксембурге Зубков изучал медицину и работал официантом в ресторане, на рекламной вывеске которого красовалась вывеска: «Вас обслуживает зять кайзера».
В 1928 году Александр Зубков выпустил мемуары в стиле плутовского романа. В 1933 году Зубков стал первым парашютистом в Великом Герцогстве Люксембург, совершив прыжок с парашютом в рамках авиашоу. Участие в шоу и в дальнейшем служило ему источником средств для существования.
Умер 28 января 1936 в возрасте 34 года в Люксембурге. Лондонская газета сообщает об этом уже через два дня, указывая лишь, что он «умер в бедности», но не говоря о причинах смерти. Существует версия, что Зубков болел двусторонним туберкулезом, от чего и умер. Его мать обращалась за помощью в Нансеновский комитет летом 1935 года, так как у него не было денег на лечение (люксембургский «Красный крест» оплатил ему только месяц санатория). В деньгах отказали. Переписка по этому поводу имеется.